# NF (rappeur)
 (décembre 2022).
La mise en forme du texte ne suit pas les recommandations de Wikipédia : il faut le « wikifier ».
Les points d'amélioration suivants sont les cas les plus fréquents. Le détail des points à revoir est peut-être précisé sur la page de discussion.
- Les titres sont pré-formatés par le logiciel. Ils ne sont ni en capitales, ni en gras.
- Le texte ne doit pas être écrit en capitales (les noms de famille non plus), ni en gras, ni en italique, ni en « petit »…
- Le gras n'est utilisé que pour surligner le titre de l'article dans l'introduction, une seule fois.
- L'italique est rarement utilisé : mots en langue étrangère, titres d'œuvres, noms de bateaux, etc.
- Les citations ne sont pas en italique mais en corps de texte normal. Elles sont entourées par des guillemets français : « et ».
- Les listes à puces sont à éviter, des paragraphes rédigés étant largement préférés. Les tableaux sont à réserver à la présentation de données structurées (résultats, etc.).
- Les appels de note de bas de page (petits chiffres en exposant, introduits par l'outil «  Source ») sont à placer entre la fin de phrase et le point final[comme ça].
- Les liens internes (vers d'autres articles de Wikipédia) sont à choisir avec parcimonie. Créez des liens vers des articles approfondissant le sujet. Les termes génériques sans rapport avec le sujet sont à éviter, ainsi que les répétitions de liens vers un même terme.
- Les liens externes sont à placer uniquement dans une section « Liens externes », à la fin de l'article. Ces liens sont à choisir avec parcimonie suivant les règles définies. Si un lien sert de source à l'article, son insertion dans le texte est à faire par les notes de bas de page.
- La présentation des références doit suivre les conventions bibliographiques. Il est recommandé d'utiliser les modèles {{Ouvrage}}, {{Chapitre}}, {{Article}}, {{Lien web}} et/ou {{Bibliographie}}. Le mode d'édition visuel peut mettre en forme automatiquement les références.
- Insérer une infobox (cadre d'informations à droite) n'est pas obligatoire pour parachever la mise en page.

Pour une aide détaillée, merci de consulter Aide:Wikification.
Si vous pensez que ces points ont été résolus, vous pouvez retirer ce bandeau et améliorer la mise en forme d'un autre article.
Pour les articles homonymes, voir NF.
Nathan Feuerstein (prononcer « Fire-stein »), dit NF, est un rappeur et chanteur américain, né le 30 mars 1991 à Gladwin au Michigan. Connu pour ses chansons très personnelles et aux émotions fortes, c'est à la sortie de son troisième album, Perception, qu'il connaît un franc succès aux États-Unis et dans le monde entier, notamment grâce à son single Let You Down.
Il sort un EP en 2014 chez Capitol CMG, NF. Cet événement marque son entrée au hit-parade du magazine Billboard. S'ensuivent 6 albums studio : Mansion en 2015, Therapy Session en 2016, Perception en 2017, The Search en 2019,  CLOUDS the mixtape en 2021 et HOPE en 2023. Il se marie en 2018 avec sa meilleure amie de longue date, Bridgette Doremus, union de laquelle naîtra Beckham John Feuerstein le 13 août 2021 et Leighton Christine Feuerstein le 19 décembre 2023.

## Biographie

### Enfance
NF, de son vrai nom, Nathan John Feuerstein, est né à Gladwin, Michigan le samedi 30 mars 1991. Pendant son enfance, ses parents divorcent et lui et ses deux sœurs sont élevées par son père. Il fut victime de violences physiques par le petit ami de sa mère, auquel il fait référence dans quelques-unes de ses chansons, comme Mansion ou Intro III.
En 2009, alors qu'il est à peine diplômé de la Gladwin High School, sa mère décède d'une overdose. Il écrit une chanson s'adressant à sa mère, How Could You Leave Us, où il retrace son impuissance et son incompréhension d'enfant qui figure dans son album Therapy session. Lors de son album « HOPE », il écrit une chanson nommée « MAMA » où il semble avoir réussi a lui pardonner.
NF a commencé sa carrière en participant au Fine Arts Festival avec Connection Church, une église évangélique, à Canton, une banlieue de Détroit.

## Carrière musicale
NF commence la musique à 12 ans: « I’ve been doing music since I was twelve »(Understand me).
Il publie son premier album Moments en 2010 sous son vrai nom, puis publie un premier EP en 2012 I’m Free. Pendant ce temps, il commence également à travailler sur son EP, NF, mais il ne le sort pas avant 2014 en raison d'un conflit avec son label Xist Music. Il quittera le label à la suite de ce différend. Malgré cela, NF écrira une chanson pour Xist Music sur leur album compilation publié le 28 août 2012. Il sort un single, Beautiful Addiction, le 4 novembre 2013 sous le nom de Nate Feuerstein. Puis, il signe à Capitol CMG en 2014, avant la sortie de l'EP. Ce projet lui permet d'apparaître dans le magazine Billboard, où il est classé douzième dans la catégorie Christian Albums, quatrième dans la catégorie Top Gospel Albums et quinzième dans la catégorie Top Rap Albums ,. Son premier album studio, Mansion, est publié le 31 mars 2015 par Capitol CMG.
NF est présent sur plusieurs chansons d'autres artistes, comme Start Over de Flame, Til the Day I Die par TobyMac et Epiphany par Futuriste,. Sa chanson Intro est présente dans le jeu vidéo Madden NFL 16 . Plusieurs de ses chansons sont utilisées sur les chaînes de télévision ESPN, VH1, Showtime, dans plusieurs séries de la chaîne NBC (Chicago P. D., Grimm, Shades of blue) ainsi que pour la bande-annonce d'un épisode d’Empire sur la chaîne Fox.
Son deuxième album studio, Therapy Session, sort le 22 avril 2016. I Just Wanna Know a été publié comme single le 8 avril 2016 et Real a été publié le 22 avril 2016 .
Warm Up a été publié comme single hors album le 8 septembre 2016.
Même s'il est chrétien, il ne se considère pas comme un rappeur chrétien : « Je suis seulement un artiste qui fait de la musique pour tout le monde ».
Le 6 octobre 2017, NF sort son troisième album studio, Perception. L'album fait ses débuts sur le Billboard 200 et se classe à la première place du Top Album.
Le 26 juillet 2019, NF sort son quatrième album, The Search .
Le 4 octobre 2020, NF poste une publication sur instagram comportant un morceau de sa composition, avec, en description, « This is one of those songs that may never see the light of day— C’est une de ces musique qui ne devrait jamais voir le jour ». Le 8 octobre 2020, une fan du rappeur américain publie sur youtube une cover de ce morceau voué à l’oubli. C’est en écoutant ce morceau que lui et son coproducteur Tommee Profitt décident d’ajouter la voix de la jeune femme à sa musique. Le 12 octobre, NF sort le single Chasing (demo) en featuring avec Mikayla Sippel .
Le 18 février 2021, NF sort un nouveau single, CLOUDS annonçant la sortie de sa première mixtape du même nom le 26 mars 2021.
Le 16 février 2023, NF sort un nouveau single, HOPE annonçant la sortie de son prochain album. Il sort officiellement son album le 7 avril 2023. Hope est un album de 13 titres, tels que Happy, Motto et des featuring avec la chanteuse/compositrice Julia Michaels sur Gone, et le rappeur Cordae sur Careful.

## Vie privée
Durant sa carrière, il sera souvent qualifié de « rappeur chrétien », étiquette qu'il refusera dans plusieurs interviews et notamment dans sa chanson Therapy Session : « This music is not just for people / Who sit in the pews and pray at the churches, nah! »; « Cette musique n'est pas juste pour les personnes qui s'assoient sur les bancs et prient dans les églises, non ! ».
Il se marie en 2018 avec Bridgette Doremus, coach fitness très présente sur les réseaux sociaux tels qu'Instagram, où elle donne des conseils d'alimentation et de santé. Elle est un grand soutien dans la carrière de son mari, qui lui avait dédié Got You On My Mind de son album Therapy Session (en), Leave Me Alone de son album The Search et dans la chanson Bullet de son album Hope (en).
En 2018, alors qu'il est en tournée pour son album Perception, il fait une dépression nerveuse, et se rend dans un institut thérapeutique pour quelques semaines. Là-bas, on lui adresse des exercices thérapeutiques, dont celui de s'adresser à son soi enfant. C'est cet exercice qui lui donnera l'idée du concept de la chanson Nate, où il réalise une rétrospective de sa vie en s'adressant à son soi de six ans.

## Récompenses
En 2024, au cours de sa carrière, il a reçu 2 Dove Awards .

## Discographie

### Albums studio
- 2015 : Mansion
- 2016 : Therapy Session
- 2017 : Perception
- 2019 : The Search
- 2021 : CLOUDS (THE MIXTAPE)
- 2023 : HOPE

### EP
- 2010 : Moments (en tant que Nathan Feuerstein)
- 2012 : I’m Free
- 2014 : NF

### Singles
- 2013 : Beautiful addiction
- 2015 : Intro
- 2015 : Wait
- 2015 : All I Have
- 2016 : Intro 2
- 2016 : I Just Wanna Know
- 2016 : Real
- 2016 : Warm Up
- 2017 : Outro
- 2017 : Green Lights
- 2017 : Let You Down
- 2017 : If you want love
- 2018 : NO NAME
- 2018 : Lie
- 2018 : WHY
- 2019 : The Search
- 2019 : Time
- 2019 : PAID MY DUES
- 2020 : Chasing_(demo)(featuring Mikayla Sippel)
- 2021 : CLOUDS
- 2021 : LOST  (featuring Hopsin)
- 2023 : HOPE
- 2023 : MOTTO
- 2023 : HAPPY

#### En featuring
- 2013 : Start Over (Flame featuring NF)
- 2015 : Till the Day I Die (TobyMac featuring NF)
- 2015 : The One with My Friends (Marty featuring NF, John Givez, Wordsplayed, Kaleb Mitchell et Fern)
- 2017 : Epiphany (Futuristic featuring NF)

### Autres chansons classées dans les charts
| Titre                                                       | Année | Place dans les charts | Album           |
| Titre                                                       | Année | US Christ             | Album           |
| ----------------------------------------------------------- | ----- | --------------------- | --------------- |
| Wake Up                                                     | 2015  | 49                    | Mansion         |
| Mansion (featuring Fleurie)                                 | 2015  | 30                    | Mansion         |
| I'll Keep On (featuring Jeremiah Carlson of The Neverclaim) | 2015  | 19                    | Mansion         |
| Notepad                                                     | 2015  | 44                    | Mansion         |
| Grindin' (featuring Marty of Social Club)                   | 2016  | 19                    | Therapy Session |
| Therapy Session                                             | 2016  | 19                    | Therapy Session |
| Oh Lord                                                     | 2016  | 20                    | Therapy Session |
| How Could You Leave Us                                      | 2016  | 23                    | Therapy Session |
| Got You On My Mind                                          | 2016  | 29                    | Therapy Session |
| Lost In The Moment (featuring Jonathan Thulin)              | 2016  | 33                    | Therapy Session |
| Statement                                                   | 2016  | 38                    | Therapy Session |
| All I Do                                                    | 2016  | 39                    | Therapy Session |
| I Can Feel It                                               | 2016  | 43                    | Therapy Session |
| Wish You Wouldn't                                           | 2016  | 44                    | Therapy Session |